# 방년 18세
"방년 18세"는 한국에서 제작된 이원세 감독의 1973년 영화이다. 이현 등이 주연으로 출연하였고 정진우 등이 제작에 참여하였다.

## 출연
- 이현
- 서미경
- 남궁원